# Hurray for the Riff Raff

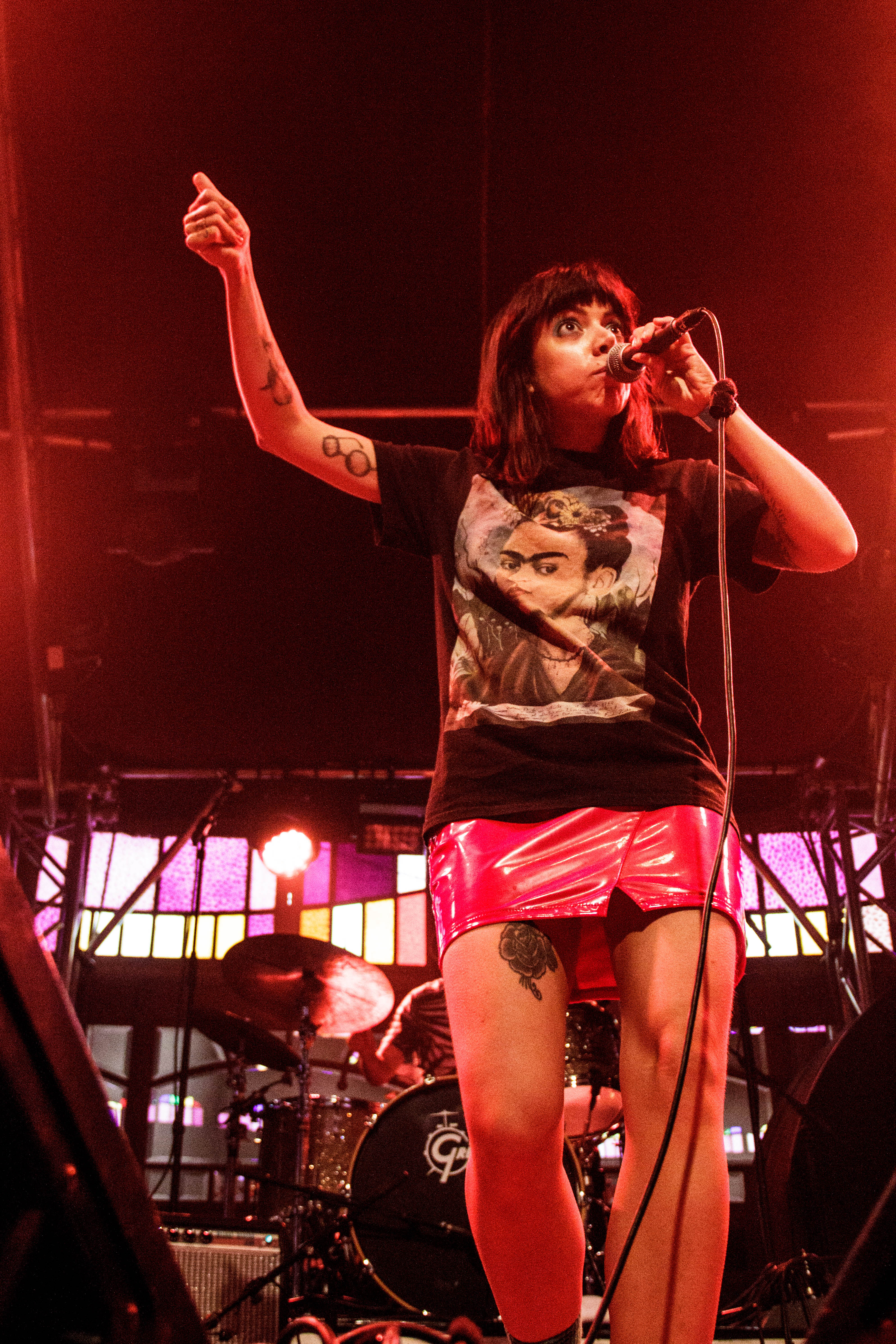
Alynda Mariposa Segarra, 2017

Hurray for the Riff Raff ist eine Band aus New Orleans, die 2007 von Alynda Segarra gegründet wurde und aus wechselnden Mitgliedern besteht (riff-raff ist englisch für Gesindel oder Gesocks). Sie veröffentlichen ihre Alben weitgehend independent und spielten ursprünglich einen Stil, der von verschiedenen Formen der Folkmusik wie Delta Blues, Indie-Rock und Americana beeinflusst war. Inzwischen benutzen sie auch Synthesizer und Drum Loops. Sie selbst bezeichnen ihre Musik als „Nature Punk“.

## Geschichte
Alynda Mariposa Segarra (bürgerlich: Alynda Lee Segarra) (* 26. Februar 1986 in New York City) bezeichnet sich selbst als nicht-binär und benutzt im Amerikanischen die Pronomen „they“ und „them“. Sie wuchs in der Bronx auf und ist Puerto Ricanischer Abstammung, auch wenn sie selbst nur englisch spricht. Zwei Jahre lang lebte Segarra das Leben im „Steinbeck-style“ eines „Ramblin’ Gal“, wie auch einer ihrer Songs heißt. Zusammen mit anderen jungen Ausreißern erkundete sie das Land: „Ich war ziemlich verwildert, als ich mit 19 in New Orleans ein neues Zuhause fand.“ Um 2007 wurde Segarra für zwei Jahre Mitglied der Hobo-Band Dead Man Street Orchestra, mit der sie auf Güterzügen durch das Land reiste und zwei Alben veröffentlichte. 2007 erschien eine erste von Hurray for the Riff Raff selbst veröffentlichte EP mit dem Titel Crossing the Rubicon, der 2008 das Album It Don’t Mean I Don’t Love You folgte. Einschließlich des Albums The Navigator im Jahr 2017 erschienen alle Veröffentlichungen auf Independent-Labels. 2020 veröffentlichte sie mit Bedouine und Waxahatchee die Single Thirteen. 2022 wurde dann Life on Earth bei Nonesuch Records veröffentlicht und wurde von Brad Cook (Bon Iver u. a.) produziert. Auf dem Album wirkt auch die Preservation Hall Jazz Band und Ocean Vuong mit. Nach Veröffentlichung des Albums The Past Is Still Alive 2024 kam Thomas Waldherr auf country.de zu dem Fazit: „…für Alynda Segarra leben die Geister ihrer Vergangenheit fort. Aber sie hat diese Geister und ihr Leben im Griff und macht wunderbare Musik daraus. Ihr bisher schönstes und schonungslosestes Album und eine gelungene Rückkehr zur Roots Music.“

## Stil

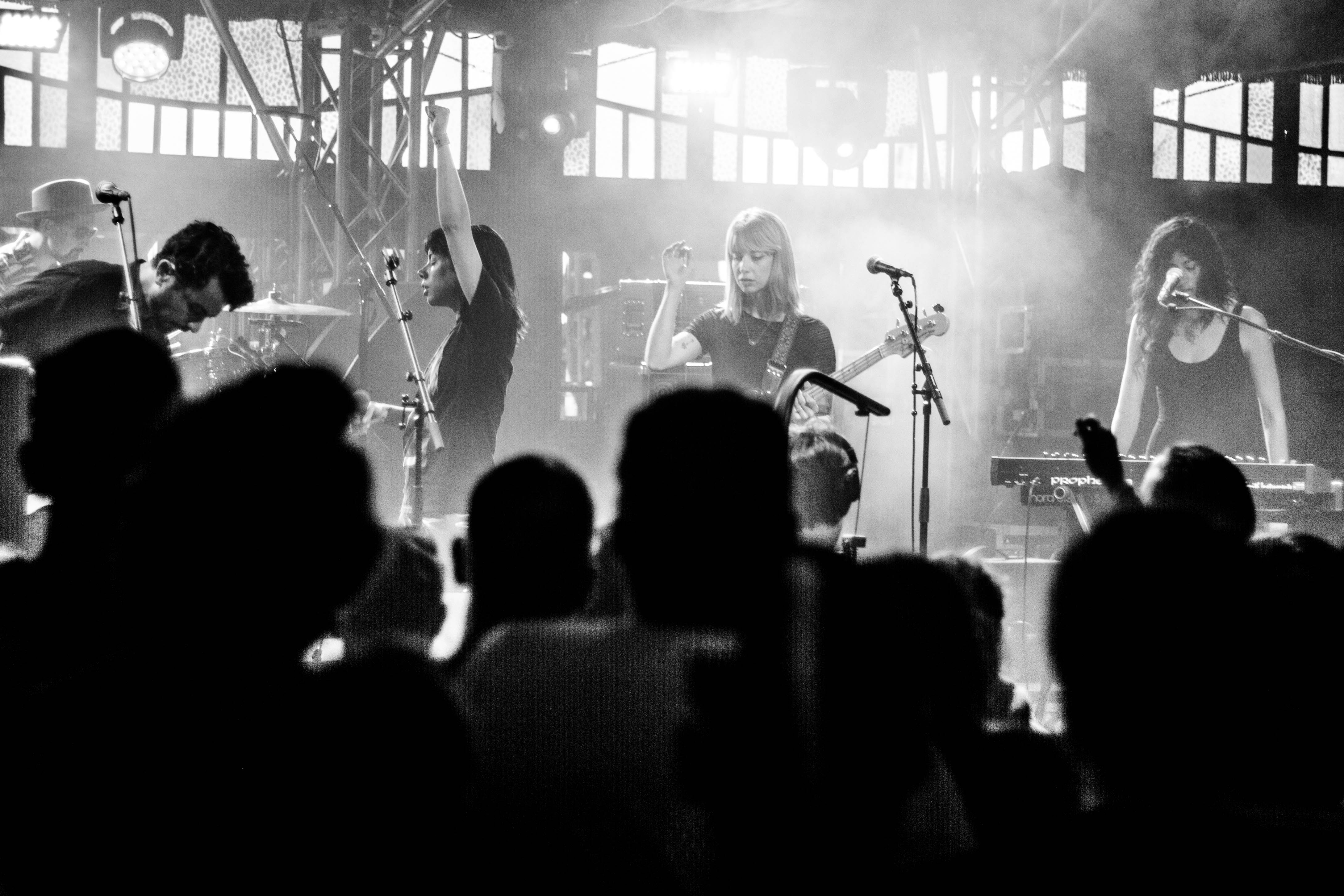
Hurray for the Riff Raff auf dem Haldern Pop Festival 2017

Alynda Segarra wurde in ihrer Kindheit durch den Einfluss ihrer Eltern und ihrer Umgebung in New York mit Doo-Wop und Motown musikalisch sozialisiert, mit ihren puerto-ricanischen Wurzeln haderte sie lange. Sie hatte „das Gefühl, dass niemand aus Puerto Rico jemals etwas Bedeutendes geleistet hat“. Segarra lernte niemals Spanisch, da sich ihre Familie um Assimilation bemühte. Zur Zeit von George W. Bushs zweiter Amtszeit und 9/11 entdeckte sie den Punk für sich. Mit 19 Jahren kam sie nach New Orleans und wurde von dessen musikalischer Kultur beeinflusst. Das Projekt Hurray for the Riff Raff sollte den erdigen, traditionsreichen Sound von Woody Guthrie mit dem politischen Sendungsbewusstsein von Riot Grrrls wie Bikini Kill verbinden. Danach kamen die Einflüsse der Nuyorican Poets und Musikern wie Ray Barretto, Joe Bataan und Willie Colón deutlich hörbar hinzu. The Navigator wurde 2017 von Paul Butler (Devendra Banhart u. a.) produziert. Dessen letztes Stück trägt den Titel Pa’lante, ein vom puerto-ricanischen Dichter Pedro Pietri geprägter kämpferischer Ausruf, der sich am ehesten mit „niemals aufgeben, nach vorn treten“ übersetzen lässt. Das Album Life on Earth von 2022 enthält Electro mit Synthesizern und Drum Loops. Björn Kulp befand, dass ihr Gesang von dylaneskem Sprechgesang über Florence Welch’e Intensität bis zur direkten Ansprache à la Bruce Springsteen erstreckt.

## Diskografie
- 2007: Crossing the Rubicon (EP)
- 2008: It Don’t Mean I Don’t Love You
- 2010: Young Blood Blues
- 2011: Hurray for the Riff Raff, Loose Music
- 2012: Live at 2012 New Orleans Jazz & Heritage Festival
- 2012: Look Out Mama Loose Music
- 2013: My Dearest Darkest Neighbor, Mod Mobilian Records
- 2014: Small Town Heroes, ATO Records
- 2017: The Navigator, ATO Records
- 2022: Life on Earth, Nonesuch Records
- 2024: The Past Is Still Alive, Nonesuch Records